# Хаким Јусуф
Хаким Јусуф (ком. Hakim Youssouf; 6. мај 2001) коморски је пливач чија ужа специјалност су спринтерске трке слободним и прсним стилом. 

## Спортска каријера
На међународној сцени је дебитовао на светском првенству у малим базенима у Хангџоуу 2018, где није остварио пласман пошто је дисквалификован из једине трке у којој је учествовао, на 50 слободно.
Годину дана касније по први пут је наступио на неком од светских првенстава у великим базенима, а на првенству које је одржано у корејском Квангџуу 2019. такмичио се у две дисциплине. У квалификацијама трке на 50 прсно заузео је 76. место, док је на 100 слободно био 117, и ни у једној од трка није успео да прође у наредну фазу такмичења. 